# 4814 Casacci
4814 Casacci este un asteroid din centura principală, descoperit pe 1 septembrie 1978 de Nikolai Cernîh.